# Agent secret S.Z.
Pour plus de détails, voir Fiche technique et Distribution.
Agent secret S.Z. (titre original : Carve Her Name with Pride) est un film d'espionnage britannique réalisé par Lewis Gilbert et sorti en 1958.
Le film est basé sur le livre du même titre de R.J. Minney, qui relate la véritable histoire de Violette Szabo, agent des services secrets britannique Special Operations Executive, envoyée en France occupée pendant la Seconde Guerre mondiale.

## Fiche technique
- Titre : Agent secret S.Z.
- Titre original : Carve Her Name with Pride
- Réalisation : Lewis Gilbert
- Assistant-réalisateur : Don Sharp
- Scénario : Vernon Harris et Lewis Gilbert, d'après le livre de R.J. Minney
- Photographie : John Wilcox
- Montage : John Shirley
- Musique : William Alwyn
- Costumes : Phyllis Dalton
- Producteur : Daniel M. Angel
- Société de distribution : Rank Organisation
- Pays d'origine :
- Langue originale : anglais
- Durée : 119 minutes (1 h 59)
- Dates de sortie :
  -  Royaume-Uni : 8 septembre 1958

## Distribution
- Virginia McKenna : Violette Szabo
- Paul Scofield : Tony Fraser
- Jack Warner : M. Charles Bushell
- Denise Grey : Mme Bushell
- Alain Saury : Étienne Szabo
- Maurice Ronet : Jacques
- Anne Leon : Lilian Rolfe
- Sydney Tafler : Potter
- Avice Landone : Vera Atkins
- Nicole Stéphane : Denise Bloch
- William Mervyn : Colonel Maurice Buckmaster
- Michael Goodliffe : un expert en codage
- Michael Caine : un prisonnier (anonyme) du train
- John Moulder-Brown : un enfant
- Victor Maddern : le sergent instructeur en parachutisme
- Miriam Karlin : Jennie Wilson

## Récompenses et distinctions
- BAFTA Award de la meilleure actrice (Virginia McKenna) dans le rôle de Violette Szabo.

## À noter
- Le film inclut la lecture du poème The Life That I Have, écrit par Leo Marks et donné à Violette Szabo juste avant son départ en mission en France occupée.
- Le personnage anonyme joué par Michael Caine, un prisonnier dans un train de prisonniers bombardé par la RAF qui demande de l'eau à Violette Szabo, serait — dans la vie réelle — le héros de guerre Forest F. E. Yeo-Thomas[1].